# The Dark Mod
The Dark Mod ist ein freies Computerspiel aus dem Genre der Schleich-Shooter. Es entstand aus einer unabhängigen Total-Conversion-Mod auf Grundlage der Doom-3-Engine (id Tech 4). The Dark Mod bietet das Grundgerüst sowie die Hintergrundgeschichte für sogenannte Fan-Missionen (auch wenn diese zum Beispiel vom Team selbst erstellt werden), diese stellen jeweils abgeschlossene, eigenständige Spielszenarien dar.
The Dark Mod lehnt sich spielerisch und thematisch an die Computerspielreihe Thief an, enthält aber aus Urheberrechtsgründen weder Original-Inhalte noch einige der Thief-spezifischen Konzepte oder Namen. Das ursprüngliche Ziel des Kernteams war das Erstellen aller benötigten Inhalte (Sounds, Texturen, Code) sowie Werkzeugen (unter anderem den Editor DarkRadiant), die Entwicklung von Missionen und Kampagnen hat die Community übernommen. Das Projekt wird von Freiwilligen aus der ganzen Welt vorangetrieben, ist frei zugänglich und soll auch professionellen Ansprüchen genügen.
The Dark Mod wird immer noch aktiv weiterentwickelt (Stand März 2024).

## Hintergrund
Die Welt im Dark Mod ist eine Steampunk-Version unserer eigenen Welt, mit einer Mischung aus verschiedenen historischen Zeitaltern, in der die Architektur von mittelalterlichen Schlössern bis hin zu viktorianischen Anwesen reicht. In dieser Welt wurden Dampfmaschinen, Elektrizität und Uhrwerke viel früher erfunden, dies ermöglicht seltsame Erfindungen und industrielle Warenhauskomplexe Seite an Seite mit gotischen Kathedralen und schwertkämpfenden Stadtwachen. Magie ist spürbar, obwohl sehr selten und spielt für die meisten Leute keine Rolle im täglichen Kampf ums Überleben.

## Spielprinzip
Als akrobatischer Meisterdieb schleicht man durch die Welt und versucht sein Auskommen zu verdienen. Oft sind Einbruch bei Dunkelheit und geschickter Diebstahl die Mittel der Wahl, aber auch Erpressung und Auftragsmord kommen vor. Die Spielfigur sollte Gegnern dabei ausweichen, sich in der Dunkelheit verstecken und möglichst wenig Geräusche machen, da der Schwierigkeitsgrad der Kämpfe fast immer zum Tod der Spielfigur führt. Licht und Schatten, Untergrundbeschaffenheit etc. spielen neben der Geschicklichkeit des Spielers eine große Rolle.

### Ausrüstung
Zu den (je nach Mission unterschiedlich verfügbaren) Ausrüstungsgegenständen gehören unter anderem:
- Kurzschwert, Breitkopfpfeile, Blackjack (ein Betäubungsknüppel), Minen (Blend- oder Explosiv) etc.
- Seilpfeile (Klettern), Gaspfeile, Feuerpfeile, Wasserpfeile (zum Löschen von Fackeln), Rankpfeile
- Dietriche, Kompass, Karte, Laterne, Fernglas etc.
- Heiltränke, Weihwasser (gegen Untote)

### Gegner
Die Gegner des Spielers sind oft Wachen der Kirche, Schurken oder bezahlte Schläger, manchmal aber auch Monster wie riesige Spinnen, Untote oder Geister. Daneben gilt es Zivilisten auszuweichen, oder sie zu betäuben, da sie sonst Alarm schlagen.
Die NPCs werden, neben Tieren wie Ratten oder Pferden, von einer aufwändigen KI gesteuert und folgen nicht nur festgelegten Pfaden, sondern verfügen durchaus über eine gewisse Intelligenz. Sie reagieren auf Geräusche, Licht und verdächtige Dinge, wie offenstehende Türen, verschwundene Gegenstände oder erloschene Fackeln. Bei verdächtigen Ereignissen können sie nach dem Spieler suchen, kämpfen gegen den Spieler oder andere Monster, und arbeiten ab Version 2.03 auch zusammen im Team.

## Entwicklung

### Lizenz
Bis zur Version v1.07 wurde der Quellcode unter zwei getrennten Lizenzen veröffentlicht:
- Die Teile, die aus dem Doom3 SDK stammen, stehen unter dem DOOM 3 SDK Limited Use License Agreement
- Der DarkMod Quelltext steht unter der revised BSD license.

Ab Version v1.08 ist der gesamte Quelltext unter der GPL v3.0 oder später veröffentlicht.
Alle restlichen Inhalte (wie beispielsweise Texturen, Sounds, Script) stehen unter der non-commercial-Creative-Commons-Lizenz.

### Fan-Missionen
Seit 2009 wurden über 150 Fan-Missionen erstellt, darunter auch mehrere Missionen umfassende Kampagnen. Einige der Missionen liegen auch in deutscher oder französischer Sprache vor, seit v1.07 können Missionen auch in mehrere Sprachen gleichzeitig übersetzt werden.

## Rezeption

### Berichterstattung
- Die erste Beta-Version von The Dark Mod, Thief’s Den wurde von der britischen Zeitschrift PC Gamer im Heft April 2008 vorgestellt und auf der beiliegenden DVD veröffentlicht. Der Autor bewertete den Mod darin positiv: “They’ve nailed the murky feel of Garrett’s world, the scope of his movement and thrill of hiding in the shadows” (deutsch: „Sie haben das düstere Gefühl von Garrets Welt auf den Punkt getroffen, genauso wie den Handlungsspielraum seiner Bewegungsmöglichkeiten und die Spannung während des Versteckens im Dunkeln“).[1]
- The Dark Mod v1.05 wurde im Mai 2011 in der Niederländischen Zeitschrift PC Game Play kurz vorgestellt.
- Die deutsche Zeitschrift GameStar berichtete Oktober 2013 über The Dark Mod[2] und bot Version 2.0 als Extra der DVD-Ausgabe 1/2014 an.

### Auszeichnungen
- The Dark Mod wurde fünfmal unter die Top-100-Mods auf Mod DB gewählt und war jeweils die einzige Mod für Doom 3, die dies erreichte:
  - 2007 Mod of the Year Awards (Best upcoming)[3]
  - 2008 Mod of the Year Awards (Best upcoming)[4]
  - 2009 Mod of the Year Awards (Best released)[5]
  - 2010 Mod of the Year Awards (Best released)[6]
  - 2012 Mod of the Year Awards (Best released)[7]
- 2011 Community Award von Mod DB[8]
- 2013 Mod of the Year (PC Gamer)[9]